# Murtosa
Murtosa és un municipi portuguès, situat al districte d'Aveiro, a la regió del Centre i a la subregió de Baixo Vouga. L'any 2004 tenia 9.804 habitants. Limita al nord-est amb Estarreja, al sud amb Albergaria-a-Velha i Aveiro i al nord amb Ovar.

## Població
| Població del concelho de Murtosa (1930 – 2004) | Població del concelho de Murtosa (1930 – 2004) | Població del concelho de Murtosa (1930 – 2004) | Població del concelho de Murtosa (1930 – 2004) | Població del concelho de Murtosa (1930 – 2004) | Població del concelho de Murtosa (1930 – 2004) |
| ---------------------------------------------- | ---------------------------------------------- | ---------------------------------------------- | ---------------------------------------------- | ---------------------------------------------- | ---------------------------------------------- |
| 1930                                           | 1960                                           | 1981                                           | 1991                                           | 2001                                           | 2004                                           |
| 13310                                          | 12328                                          | 9816                                           | 9579                                           | 9458                                           | 9657                                           |

## Freguesies
- Bunheiro
- Monte
- Murtosa
- Torreira